# CATIC Plaza
La CATIC Plaza appelé aussi AVIC Plaza est un gratte-ciel situé à Shenzhen lié au China National Aero-Technology Import & Export Corporation (en) (CATIC, en abrégé; 中航技进出口有限责任公司, en chinois mandarin) qui est une corporation chinoise dédiée à l'aviation civile, militaire ainsi qu'à l'import export.
Cet édifice a été terminé en 2012 et mesure 254 mètres pour 62 étages.